# Dumitru Popescu (fotbalist, n. 1942)
Dumitru Popescu (n. 17 martie 1942, Pucioasa, România – d. 27 decembrie 1997) a fost un fotbalist român care a jucat pe postul de mijlocaș.

## Cariera internațională
Dumitru Popescu a jucat șapte meciuri la nivel internațional pentru echipa națională a României, inclusiv în preliminariile Campionatului European din 1964⁠(d) și 1968⁠(d) și în preliminariile Campionatului Mondial din 1966⁠(d).

## Palmares
Steaua București
- Divizia A: 1967–68[2]
- Cupa României: 1965–66, 1966–67, 1968–69[2]

## Distincții
- Ordinul Muncii clasa a III-a (30 aprilie 1962) „pentru cucerirea primului loc în Turneul European de Fotbal Juniori (U.E.F.A.)”[6]
- Medalia „Meritul Sportiv” clasa I (25 octombrie 1966) „pentru rezultatele deosebite obținute în competițiile sportive internaționale, precum și pentru contribuția valoroasă adusă la dezvoltarea culturii fizice și sportului în țara noastră”[7]